# Well, you're not invited
Well, you're not invited is het debuutalbum van de Nederlandse band Daily Bread. Het werd uitgebracht in 2009.

## Opnamen
Daily Bread ontstond in 2007 in Emmeloord, toen Chris Mulder en Stefan Stoer, die net hun Britpopband uit elkaar hadden zien gaan, in contact kwamen met Kim van der Velden, die gedichten schreef. De band ontwikkelde een muziekstijl, die zijzelf sexy garage dance noemde. De band won in korte tijd de Kleine Prijs van Fryslân en werd uitgekozen voor het Freesonica-project van Friesland Pop en de Popronde. Na een optreden van Hospital Bombers raakte de band in gesprek met zanger Jan Schenk. Hij kwam hierop kijken naar een optreden van de band en was direct enthousiast. Hij zorgde dat de band in contact kwam met Excelsior Recordings. 15 januari 2009 tekende de band een contract bij het platenlabel.
Op 3 oktober 2009 werd het album gepresenteerd in de kleine zaal van Paradiso Amsterdam. Twee dagen later, op 5 oktober verscheen het album in de winkels. Het album bevatte 12 korte nummers en werd geproduceerd door Jan Schenk. Er werden referenties gemaakt naar The Faint en The Rapture. De plaat werd positief ontvangen en wist goed het live-geluid van de band te vangen. Kritiek was er op de eentonigheid van de nummers, waardoor het album weinig spanning kende.

## Muzikanten
- Kimberly van der Velden - zang, toetsen
- Chris Mulder - basgitaar, zang
- Stefan Stoer - drums, maraca's, zang

## Nummers
1. Put your shoes on the dancefloor
2. So good, so far
3. Well, you're not invited
4. About birds and bees
5. Worshipwarship
6. Ghost suits
7. Lost
8. If you kiss the policeman, you'll get your bike back
9. En France
10. Blabbermouth
11. Rebel kids
12. Shot the picture

Alle nummers zijn geschreven door Daily Bread.